# Datarea Bibliei
Cele patru tabele oferă datele cele mai pe larg acceptate pentru Vechiul Testament/Biblia ebraică, Apocrife (incluse în bibliile editate de Biserica Catolică și Bisericile Ortodoxe, dar nu în bibliile evreiești sau protestante) și pentru  Noul Testament, incluzând, pe cât posibil, ipoteze asupra formării și istoriei lor.
Tabelul I este o dare de seamă cronologică. Tabelul II se referă la cărțile Vechiului Testament/Bibliei ebraice, grupate conform diviziunilor din Biblia ebraică, având unele referiri la diviziuni academice. Tabelul III se referă la cărțile deuterocanonice. Tabelul IV se referă la cărțile Noului Testament, inclusiv la cele mai vechi fragmente ale lor care s-au păstrat până în ziua de azi.

## Tabelul I: Dare de seamă cronologică
Acest tabel rezumă cronologia tabelelor principale și servește drept ghid al perioadelor istorice menționate. Mare parte din Biblia ebraică sau Vechiul Testament protocanonic se pare că au fost adunate în secolul al V-lea î.Hr. Cărțile Noului Testament au fost în mare parte compuse în a doua parte a secolului I d.Hr. Cărțile deuterocanonice se află preponderent între aceste două perioade.
| Perioada                                                    | Cărți |
| ----------------------------------------------------------- | --- |
| Monarhică secolele VIII-VII î.Hr c. 745–586 î.Hr.           | - Secolul al VIII-lea târziu spre secolul al VII-lea timpuriu: Amos (compunerea inițială a celui mai vechi strat); „Primul Isaia” (Isaia 1–39), Osea, Mica (jumătatea a doua). - VII: Naum (bazat pe premiza ei de cădere a Tebei și a chemării la distrugerea Ninivei), Țefania (în timpul domniei lui Iozia, c. 649–609 î.Hr), Habacuc (posibil cu scurt timp înaintea bătăliei de la Carchemish, 605 î.Hr.); prima ediție a istoriei deuteronomiste (cărțile lui Iosua/Judecătorilor/Samuel/Regilor) sub domnia lui Iozia; Deuteronomul 5–26 sub domnia lui Iozia. |
| Exilică secolul al VI-lea î.Hr. 586–539 î.Hr.               | - Nucleul lui Obadia aproximativ la căderea Ierusalimului, 586 î.Hr. - Terminarea istoriei deuteronomiste (cărțile lui Iosua/Judecătorilor/Samuel/Regilor). - Deuteronomul completat prin adăugarea capitolelor 1–4 și 29–30 pentru a servi drept introducere pentru istoria deuteronomistă. - Ieremia activ în ultimul deceniu al secolului al VII-lea și primele decenii ale secolului al VI-lea; - Ezechiel activ în Babilon 592–571 î.Hr.; - „Al doilea Isaia” (autorul Isaia 40–55) activ în Babilon spre mijlocul secolului. - Extinderea și rescrierea lui Osea, Amos, Mica și Țefania. - Posibil prima colecție de psalmi (psalmii „lui David”) sfârșindu-se cu psalmul 89. |
| Post-exilică Persană Secolele V–IV î.Hr. 538–330 î.Hr.      | - Tora (cărțile Geneza/Exodului/Leviticului/Numeri), cu 250 î.Hr. drept terminus ad quem (cea mai târzie dată posibilă) pentru producerea textului final pe baza dovezilor din manuscrisele existente. - Deuteronomul revizuit cu adăugiri la capitolele 19–25 și adăugarea capitolelor 27 și 31–34 pentru a servi drept încheiere pentru Tora. - „Al treilea Isaia" (Isaia 56–66) - Versiunea târzie (versiunea masoretică ebraică) a lui Ieremia - Hagai (auto-datată la al doilea an de domnie a regelui pers Darius 520 î.Hr.), - Zaharia (capitolele 1–8 contemporane lui Hagai, capitolele 9–14 din secolul a V-lea) - Maleahi (secolul al V-lea î.Hr., contemporană cu sau imediat înainte de lucrările misionare ale lui Neemia și Ezra) - Cronicile (între 400–250 î.Hr., probabil în perioada 350–300 î.Hr.) - Originile lui Ezra-Neemia (care poate să fi atins forma finală chiar în perioada ptolemaică, c. 300–200 î.Hr.). |
| Post-exilică Elenistică Secolele III-II î.Hr. 330–164 î.Hr. | - Iov, Ecleziastul și Cântarea Cântărilor (ar fi putut fi scrise în secolele IV sau chiar V, dar par să reflecte contactul cu cultura grecească). - Cartea lui Iona (persană sau elenistică, nu mai târziu de secolul al II-lea î.Hr.). - Cei mai mulți dintre psalmii individuali alcătuind treimea finală a Cărții Psalmilor. |
| Macabeică/hasmoneană secolele II-I î.Hr. 164–4 î.Hr.        | - Daniel (164 î.Hr., combinând viziuni atunci compuse, capitolele 7–12, cu povești persane și elenistice din capitolele 1–6). - 1 Macabei/2 Macabei/3 Macabei/posibil 4 Macabei; Tobit, Iudit, Adăugiri la Daniel și Adăugiri la Estera - Înțelepciunea lui Solomon (secolul I î.Hr. târziu sau începutul sau jumătatea secolului I d.Hr.). |
| Romană secolul I d.Hr. și următoarele după 4 î.Hr.          | - 4 Macabei (după 63 î.Hr., probabil jumătatea secolului I d.Hr.). - Înțelepciunea lui Solomon (secolul I î.Hr. târziu sau începutul sau jumătatea secolului I d.Hr.). - Noul Testament (între c. 50–110 d.Hr – vezi Tabelul IV). |

## Tabelul II: Biblia ebraică/Vechiul Testament protestant
| Tora                                                                                        | Data sau perioada cea mai acceptată de către cercetători |
| ------------------------------------------------------------------------------------------- | --- |
| Cartea Genezei Cartea Exodului Cartea Leviticului Cartea Numeri Cartea Deuteronomului       | Majoritatea cercetătorilor biblici moderni cred că Tora – cărțile Genezei, Exodului, Leviticului, Numeri și Deuteronomului – au atins forma lor de azi în perioada post-exilică. Cele cinci cărți se bazează pe patru „surse” (școli distincte de scriitori mai degrabă decât indivizi): sursa Preoțească, Iahvistul și Elohistul (cele două sunt referite în mod colectiv drept sursa „ne-preoțească”), și Deuteronomistul. Există un consens general că sursa preoțească este post-exilică, dar nu există un consens asupra sursei/surselor ne-preoțești. - Geneza este o lucrare post-exilică, ea combină material „Preoțesc” și „ne-Preoțesc”. - Exodul este o antologie extrasă din aproape toate perioadele istoriei Israelului antic. - Leviticul este în întregime Preoțesc și datează din perioada exilică/post-exilică. - Numeri este o redactare (adică editare) Preoțească a unui material original Iahvistic/ne-Preoțesc. - Deuteronomul, acum ultima carte a Torei, a început drept colecție de legi religioase (acestea constituie grosul cărții), a fost extinsă la începutul secolului al VI-lea pentru a servi drept introducere pentru istoria deuteronomistă, iar apoi a fost detașată de acea istorie, extinsă iar și editată pentru a încheia Tora.                                    |
| Profeții                                                                                    | Data sau perioada cea mai acceptată de către cercetători |
| Profeții timpurii: Cartea lui Iosua Cartea Judecătorilor Cărțile lui Samuel Cărțile Regilor | Acest grup de cărți, plus Deuteronomul, sunt numite de cercetători „istoria deuteronomistă”. Propunerea că ele au constituit la origini o operă unitară a fost prima dată propusă de Martin Noth în 1943 și este acceptată pe larg. Noth a propus că întreaga istorie era creația unui singur individ care lucra în perioada exilică (secolul al VI-lea î.Hr.); de atunci a fost recunoscut pe larg că istoria a apărut în două „ediții”, prima sub domnia regelui Iudei Iozia (sfârșitul secolului al VII-lea î.Hr.), a doua în timpul exilului (secolul al VI-lea). Datarea lui Noth se baza pe premiza că istoria a fost finisată la scurt timp după ultimul eveniment consemnat de către ea, eliberarea regelui Iehoiachin în Babilon c. 560 î.Hr.; dar unii cercetători consideră raționamentul drept inadecvat, iar istoria ar fi putut fi extinsă în perioada post-exilică. |
| Trei mari profeți: Cartea lui Isaia Cartea lui Ieremia Cartea lui Ezechiel                  | Cercetătorii disting trei „secțiuni” din Cartea lui Isaia: Proto-Isaia (Isaia cel autentic din secolul al VIII-lea); Deutero-Isaia (un profet anonim care trăia în Babilon în timpul exilului); și Trito-Isaia (un autor anonim sau niște autori anonimi din Ierusalim, imediat după exil). Cartea lui Ieremia există în două versiuni, greacă (versiunea folosită în bibliile ortodoxe) și ebraică (din bibliile evreiești, catolice și protestante), cea greacă fiind versiunea cea mai timpurie. Versiunea greacă a fost probabil finalizată la începutul perioadei persane și tradusă în limba greacă în secolul al III-lea î.Hr., iar versiunea ebraică datează de cândva între acel timp și secolul al II-lea î.Hr.. Cartea lui Ezechiel se descrie pe sine drept cuvintele lui Ezechiel ben-Buzi, un preot care trăia în exil în orașul Babilon, iar dovezile interne datează viziunile între 593 și 571 î.Hr. În timp ce cartea reflectă probabil mare parte din Ezechiel cel istoric, ea este produsul unei istorii lungi și complexe, cu adăugiri semnificative făcute de o „școală” de adepți ulteriori. |
| Doisprezece mici profeți                                                                    | În Biblia ebraică cei Doisprezece mici profeți sunt o singură colecție editată în perioada celui de-al doilea Templu, dar colecția este separată pe cărți în bibliile creștine. Cu excepția lui Iona, care este o lucrare de ficțiune, există un miez original de tradiție profetică în spatele fiecărei cărți: - Cartea lui Osea: a doua jumătate a secolului al VIII-lea î.Hr. - Cartea lui Ioel: târziu persană sau elenistică - Cartea lui Amos: prima jumătate a secolului al VIII-lea - Cartea lui Obadia: aproximativ din timpul căderii Ierusalimului, 586 î.Hr. - Cartea lui Iona: persană sau elenistică, nu mai târzie decât secolul al II-lea î.Hr. - Cartea lui Mica: c. 750–700 î.Hr. - Cartea lui Naum: un „oracol despre Ninive”, orașul asirian distrus în 612 î.Hr. - Cartea lui Habacuc: posibil cu scurt timp înainte de bătălia de la Carchemish, 605 î.Hr. - Cartea lui Țefania: domnia lui Iozia - Cartea lui Hagai: auto-datată la al doilea an de domnie a regelui pers Darius 520 î.Hr. - Cartea lui Zaharia: primele opt capitole sunt contemporane lui Hagai; capitolele 9–14 sunt din secolul al V-lea - Cartea lui Maleahi: secolul al V-lea î.Hr., contemporană sau imediat înaintea lucrării misionare a lui Neemiah și Ezra (care, totuși, sunt ei înșiși dificil de datat) |
| Scrierile                                                                                   | Data sau perioada cea mai acceptată de către cercetători |
| Colecția de Înțelepciune: Iov, Ecleziastul și Proverbe                                      | Cărțile lui Iov, Ecleziastului și Proverbelor au în comun o viziune similară pe care ele o numesc „înțelepciune”. Este general recunoscut că Iov provine dintre secolele VII și IV î.Hr., cu secolul al VI-lea fiind cel mai probabil. Ecleziastul nu poate fi scris mai devreme de circa 450 î.Hr., datorită prezenței împrumuturilor de cuvinte persane și expresiilor aramaice și nu mai târziu de 180 î.Hr., când scriitorul evreu Ben Sira îl citează. Proverbele este o „colecție de colecții” referitoare la un mod de viață care a durat mai mult de un mileniu și este imposibil de datat. |
| Operele poetice: Psalmii și Plângerile                                                      | Psalmii care alcătuiesc primele două treimi ale psaltirii sunt predominant pre-exilici, iar ultima treime predominat post-exilici. Colecția din Cartea Psalmilor a căpătat posibil forma ei modernă și împărțirea ei pe cinci părți în perioada post-exilică, deși ea a continuat să fie revizuită și extinsă mult în perioada elenistică și chiar în cea romană. Este general acceptat că distrugerea Ierusalimului de către Babilon în 586 î.Hr. a format fundalul Plângerilor lui Ieremia. |
| Istorii: Cronici și Ezra-Neemia                                                             | Cronici au fost compuse între 400–250 î.Hr., probabil în perioada 350–300 î.Hr.; Ezra-Neemia (două cărți în bibliile moderne, dar la origini o singură carte) se poate să fi atins forma lor finală chiar în perioada ptolemaică, c. 300–200 î.Hr. |
| Alte opere: Cartea lui Rut, Cartea Esterei, Cartea lui Daniel, Cântarea Cântărilor          | Cartea lui Rut este de obicei datată în perioada persană; Estera în al III-lea sau al IV-lea secol î.Hr.; Cartea lui Daniel poate fi datată mai precis la 164 î.Hr. datorită profeției ei criptice despre moartea unui rege grec din Siria; iar Cântarea Cântărilor ar fi putut fi compusă oricând după secolul al VI-lea î.Hr. |

## Tabelul III: Vechiul Testament deuterocanonic
| Cartea                          | Data sau perioada cea mai acceptată de către cercetători |
| ------------------------------- | --- |
| Tobit                           | 225–175 î.Hr., în baza limbajului afișat și a referințelor comune pentru perioada post-exilică, dar nu are știre despre persecuția contra evreilor din secolul al II-lea î.Hr.                                                                                              |
| Iudit                           | 150–100 î.Hr., deși estimările baleiază de la secolul V î.Hr. la secolul II d.Hr.. |
| 1 Macabei                       | 100 î.Hr. |
| 2 Macabei                       | c. 100 î.Hr. |
| 3 Macabei                       | 100–75 î.Hr. „foarte probabil” |
| 4 Macabei                       | mijlocul secolului I d.Hr. |
| Înțelepciunea lui Solomon       | sfârșitul secolului I î.Hr./începutul secolului I d.Hr., pe baza viziunii despre lume avută în comun cu alte lucrări care datează din această perioadă. |
| Isus Sirach                     | 196–175 î.Hr., deoarece autorul susține că marele preot Simon murise (196 î.Hr.), dar nu dovedește cunoaștere despre persecutarea evreilor care a început după 175 î.Hr. |
| Adăugiri la Daniel              | Rugăciunea lui Azaria (Cântecul celor trei copii sfinți); Bel și dragonul: sfârșitul secolului VI; Suzana și bătrânii: posibil 95–80 î.Hr. |
| Baruh și Scrisoarea lui Ieremia | secolul al II-lea î.Hr., deoarece Baruch se folosește de Sirah (scrisă c. 180 î.Hr.) și este la rândul ei folosită de Psalmii lui Solomon (jumătatea secolului I î.Hr.). Scrisoarea lui Ieremia, cap. 6:1–73 al Cărții lui Baruh, este uneori considerată o carte separată. |

## Tabelul IV: Noul Testament
| Cartea                    | Data sau perioada cea mai acceptată de către cercetători | Cel mai vechi fragment cunoscut |
| ------------------------- | --- | --- |
| Evanghelia după Matei     | 80–90 d.Hr. Această datare se bazează pe trei rânduri de dovezi: (a) fundalul lui Matei reflectă separarea finală între Biserică și Sinagogă din jurul anului 85 d.Hr; (b) ea reflectă capturarea Ierusalimului și distrugerea Templului de către romani din anul 70 d.Hr.; (c) îl folosește ca sursă pe Marcu, datat de obicei în jur de 70 d.Hr.                                                                                    | {\displaystyle {\mathfrak {P}}}104 (150–200 d.Hr.) |
| Evanghelia după Marcu     | 68–70 d.Hr. Referințe la persecuție și la război în Iudeea sugerează că era vorba fie de persecutarea de către Nero a creștinilor din Roma, fie de revolta evreilor. | {\displaystyle {\mathfrak {P}}}45 (250 d.Hr.) |
| Evanghelia după Luca      | 80–90 d.Hr., unii cercetători sugerează 90–100. Există dovezi, atât de analiză pe text (conflictele dintre familiile vestice și alexandrine de manuscrise) și din controversa marcionită (Marcion a fost un eretic din secolul al II-lea care a produs propria versiune a scripturilor creștine bazată pe Evanghelia după Luca și epistolele pauline) că Luca-Fapte era încă revizuită în mod substanțial mult din secolul al II-lea. | {\displaystyle {\mathfrak {P}}}4, {\displaystyle {\mathfrak {P}}}75 (175–250 d.Hr.) |
| Evanghelia după Ioan      | 90–110 d.Hr., data superioară fiind bazată pe dovezi de analiză de text că evanghelia era cunoscută la începutul secolului al II-lea, iar cea inferioară pe referința internă la alungarea creștinilor din sinagogi. | {\displaystyle {\mathfrak {P}}}52 (125–160 d.Hr.) |
| Fapte                     | 95–100 d.Hr. Dacă Faptele se folosesc de Josephus drept sursă, cum se susține, atunci au fost compuse după 93 d.Hr.; situația socială este una în care credincioșii au nevoie de „păstori” pentru a-i apăra de „lupii” eretici, ceea ce din nou reflectă o dată târzie. | {\displaystyle {\mathfrak {P}}}29, {\displaystyle {\mathfrak {P}}}45, {\displaystyle {\mathfrak {P}}}48, {\displaystyle {\mathfrak {P}}}53, {\displaystyle {\mathfrak {P}}}91 (250 d.Hr.) |
| Romani                    | c. 57 d.Hr. Una din epistolele pauline autentice, scrisă romanilor în timp ce Pavel se pregătea să părăsească Anatolia și Grecia și exprima speranțele sale de a-și continua munca în Spania. | {\displaystyle {\mathfrak {P}}}46 (sfârșitul secolului al II-lea d.Hr. sau secolul al III-lea d.Hr.)                                                                                      |
| Corinteni                 | c. 56 d.Hr. O altă scrisoare paulină autentică. Pavel își exprimă de a revizita biserica pe care o fondase în acel oraș c. 50–52 d.Hr. | {\displaystyle {\mathfrak {P}}}46 (sfârșitul secolului al II-lea d.Hr. sau secolul al III-lea d.Hr.)                                                                                      |
| Galateni                  | c. 55 d.Hr. Pavel nu exprimă nicio dorință de a revizita biserica din Galatia, pe care o fondase, prin urmare unii cercetători cred că scrisoarea datează de la sfârșitul lucrării sale misionare. Scrisoarea se referă la întrebarea dacă cei convertiți dintre neamuri trebuie să adopte toate obiceiurile evreiești. | {\displaystyle {\mathfrak {P}}}46 (sfârșitul secolului al II-lea d.Hr. sau secolul al III-lea d.Hr.)                                                                                      |
| Efeseni                   | c. 80–90 d.Hr. Scrisoarea pare scrisă după moartea lui Pavel la Roma, de către un autor care se folosește de numele acestuia. | {\displaystyle {\mathfrak {P}}}46 (sfârșitul secolului al II-lea d.Hr. sau secolul al III-lea d.Hr.)                                                                                      |
| Filipeni                  | c. 54–55 d.Hr. O scrisoare paulină autentică, menționează „casa Cezarului”, ceea ce i-a făcut pe unii cercetători să creadă că a fost scrisă din Roma, dar unele dintre știri nu puteau proveni din Roma. Pare să dateze dintr-o întemnițare anterioară, probabil din Efes, din care Pavel spera să fie eliberat. | {\displaystyle {\mathfrak {P}}}46 (sfârșitul secolului al II-lea d.Hr. sau secolul al III-lea d.Hr.)                                                                                      |
| Coloseni                  | c. 62–70 d.Hr. Unii cercetători cred că epistola provine din încarcerarea lui Pavel în Efes în jur de 55 d.Hr., dar diferențe de teologie sugerează că este mult mai târzie în cariera sa de predicator, datând din jurul încarcerării sale la Roma. | {\displaystyle {\mathfrak {P}}}46 (sfârșitul secolului al II-lea d.Hr. sau secolul al III-lea d.Hr.)                                                                                      |
| 1 Tesaloniceni            | c. 51 d.Hr. Una din cele mai timpurii epistole pauline autentice. | {\displaystyle {\mathfrak {P}}}46 (sfârșitul secolului al II-lea d.Hr. sau secolul al III-lea d.Hr.)                                                                                      |
| 2 Tesaloniceni            | c. 51 d.Hr. sau după 70 d.Hr. Dacă ar fi o scrisoare paulină autentică ar urma la scurt timp după 1 Tesaloniceni. Dar parte din limbaj și teologia indică o dată mult mai târzie, din partea unui autor necunoscut care utiliza numele lui Pavel. | {\displaystyle {\mathfrak {P}}}92 (300 d.Hr.) |
| 1 Timotei, 2 Timotei, Tit | c. 100 d.Hr. Cele două epistole către Timotei și una către Tit reflectă o organizare bisericească mult mai dezvoltată decât cea reflectată de epistolele pauline autentice. | Codex Sinaiticus (350 CE){\displaystyle {\mathfrak {P}}}32 (200 d.Hr.) |
| Filimon                   | c. 54–55 d.Hr. O epistolă paulină autentică, scrisă din pușcărie (probabil în Efes) din care Pavel speră că va scăpa curând. | {\displaystyle {\mathfrak {P}}}87 (secolul al III-lea d.Hr.) |
| Evrei                     | c. 80–90 d.Hr. Eleganța exprimării grecești și teologia sofisticată nu se potrivesc cu epistolele autentic pauline, dar referința din ea la Timotei a asigurat includerea ei în grupul paulin încă de timpuriu. | {\displaystyle {\mathfrak {P}}}46 (sfârșitul secolului al II-lea d.Hr. sau secolul al III-lea d.Hr.)                                                                                      |
| Iacob                     | c. 65–85 d.Hr. La fel cu Evrei, Iacob nu este atât o scrisoare cât o rugăminte; stilul grecesc face improbabil ca ea să fi fost scrisă de Iacob, fratele lui Isus. | {\displaystyle {\mathfrak {P}}}20, {\displaystyle {\mathfrak {P}}}23 (începutul secolului al III-lea d.Hr.)                                                                               |
| 1 Petru                   | c. 75–90 d.Hr. | {\displaystyle {\mathfrak {P}}}72 (secolele III/IV d.Hr.) |
| 2 Petru                   | c. 110 d.Hr. Aparent ultima scriere din Noul New Testament, citează din Iuda, presupune cunoașterea epistolelor pauline și cuprinde o referință la povestea evanghelică a Schimbării la față. | {\displaystyle {\mathfrak {P}}}72 (secolele III/IV d.Hr.) |
| Epistolele lui Ioan       | 90–110 d.Hr. Scrisorile nu oferă indicii clare, dar cercetătorii le plasează la circa un deceniu după Evanghelia după Ioan. | {\displaystyle {\mathfrak {P}}}9, Uncial 0232, Codex Sinaiticus (secolele III/IV d.Hr.)                                                                                                   |
| Iuda                      | Nesigur. Referirile la „fratele lui Iacob” și la „ceea ce apostolii Domnului Nostru Isus Hristos au proorocit” sugerează că a fost scrisă după ce scrisorile apostolice fuseseră puse în circulație, dar înainte de 2 Petru, care o folosește drept sursă. | {\displaystyle {\mathfrak {P}}}72 (secolele III/IV d.Hr.) |
| Apocalipsa                | c. 95 d.Hr. Data este sugerată de indicii din viziuni care se referă la domnia împăratului Domițian. | {\displaystyle {\mathfrak {P}}}98 (150–200 d.Hr.) |

### Citări
1. ↑  Berquist 2007, p. 3–4.
2. ↑  Perkins 2012, p. 19ff..
3. ↑  Radine 2010, p. 71.
4. ↑  Brettler 2010, p. 161–162.
5. 1 2  Emmerson 2003, p. 676.
6. 1 2  Rogerson 2003a, p. 690.
7. ↑  O'Brien 2002, p. 14.
8. 1 2  Gelston 2003, p. 715.
9. 1 2  Gelston 2003, p. 710.
10. 1 2  Campbell & O'Brien 2000, p. 2 and fn.6.
11. 1 2 3  Rogerson 2003b, p. 154.
12. 1 2  Gelston 2003, p. 696.
13. ↑  Brettler 2007, p. 311.
14. ↑  Biddle 2007, p. 1073.
15. ↑  Goldingay 2003, p. 623.
16. 1 2  Blenkinsopp 2007, p. 974.
17. 1 2  Carr 2011, p. 342.
18. ↑  Greifenhagen 2003, p. 212.
19. 1 2  Enns 2012, p. 5.
20. ↑  Allen 2008, p. 11.
21. 1 2  Nelson 2014, p. 214.
22. 1 2  Nelson 2014, p. 214-215.
23. 1 2  Carroll 2003, p. 730.
24. 1 2  McKenzie 2004, p. 32.
25. 1 2  Grabbe 2003, p. 00.
26. 1 2 3  Rogerson 2003c, p. 8.
27. 1 2  Nelson 2014, p. 217.
28. 1 2  Day 1990, p. 16.
29. ↑  Collins 2002, p. 2.
30. 1 2  deSilva 2003, p. 888.
31. 1 2  Carr 2000, p. 492.
32. ↑  Carr 2007, p. 10.
33. ↑  Carr 2000, pp. 491–493.
34. ↑  Dozeman 2000, p. 443.
35. ↑  Houston 2003, p. 102.
36. ↑  McDermott 2002, p. 21.
37. ↑  Van Seters 2004, p. 93.
38. ↑  Person 2010, p. 10-11.
39. ↑  Sweeney 1998, p. 76-77.
40. ↑  Allen 2008, p. 7-8.
41. ↑  Sweeney 2010, p. 94.
42. ↑  Blenkinsopp 1996, p. 8.
43. ↑  Joyce 2009, p. 16.
44. ↑  Redditt 2003, pp. 1–3, 9.
45. ↑  Floyd 2000, p. 9.
46. ↑  Dell 1996, pp. 86–89.
47. ↑  Nelson 2014, p. 216.
48. ↑  Carroll 2003, p. 690.
49. ↑  Rogerson 2003d, p. 708.
50. ↑  Farmer 1998, p. 129.
51. ↑  Kugler & Hartin 2009, p. 193.
52. ↑  Seow 2007, p. 944.
53. ↑  Fox 2004, p. xiv.
54. ↑  Clements 2003, p. 438.
55. ↑  Coogan, Brettler & Newsom 2007, p. xxiii.
56. ↑  Hayes 1998, p. 168.
57. ↑  Grabbe 2004, p. 105.
58. ↑  Collins 1984, p. 101.
59. ↑  Bloch & Bloch 1995, p. 23.
60. ↑  Fitzmyer 2003, p. 51.
61. ↑  West 2003, p. 748.
62. 1 2  Bartlett 2003, p. 807.
63. ↑  Alexander 2003, p. 866.
64. ↑  Hayman 2003, p. 763.
65. ↑  Snaith 2003, p. 779.
66. ↑  Harlow 2003, p. 805.
67. ↑  Spencer 2002, p. 90.
68. ↑  Schmitt 2003, p. 799,802.
69. ↑  Duling 2010, p. 298-299.
70. ↑  France 2007, p. 18.
71. 1 2 3 4 5 6 7 8 9 10 11 12 13 14 15 16 17 18  Perkins 2012, p. 19ff.
72. ↑  Perkins 1998, p. 241.
73. ↑  Charlesworth 2008, p. unpaginated.
74. ↑  Perkins 2009, p. 250–253.
75. ↑  Lincoln 2005, p. 18.
76. ↑  Boring 2012, p. 587.
77. 1 2  Kim 2003, p. 250.